# Municipio de Twin Grove
El municipio de Twin Grove (en inglés: Twin Grove Township) es un municipio ubicado en el condado de Greenwood en el estado estadounidense de Kansas. En el año 2010 tenía una población de 488 habitantes y una densidad poblacional de 3,29 personas por km².

## Geografía
El municipio de Twin Grove se encuentra ubicado en las coordenadas 37°38′33″N 96°13′24″O / 37.64250, -96.22333. Según la Oficina del Censo de los Estados Unidos, el municipio tiene una superficie total de 148.52 km², de la cual 148 km² corresponden a tierra firme y (0,35 %) 0,52 km² es agua.

## Demografía
Según el censo de 2010, había 488 personas residiendo en el municipio de Twin Grove. La densidad de población era de 3,29 hab./km². De los 488 habitantes, el municipio de Twin Grove estaba compuesto por el 96,93 % blancos, el 0,82 % eran afroamericanos, el 0,41 % eran amerindios, el 0,2 % eran asiáticos, el 0,2 % eran de otras razas y el 1,43 % eran de una mezcla de razas. Del total de la población el 1,02 % eran hispanos o latinos de cualquier raza.